# Рогач
Рогач (Ceratonia siliqua) је зимзелено дрво или жбун из породице бобова (Fabaceae), пореклом из Медитерана. Карактеристична врста свезе Oleo-Ceratonion Br.-Bl. Гаји се од давнина, а цењена је због својих плодова. Подноси зимске температуре, као и агруми, до -6 °C. Позната је још и под називом „хлеб светог Јована“, јер се, по предању, Јован Крститељ њоме хранио док је живео у пустињи.

## Етимологија
Ceratonia научни назив рода рогач потиче од старогрчке речи κεράτιον како су звали плод рогача (од κέρας рог), атрибут врсте siliqua од латинске речи за махуну. Назив "карат", јединица за масу драгог камења такође води порекло од старогрчке речи κεράτιον, алудирајући на древну праксу са Блиског истока да се злато и драго камење мери семеном рогача које је врло униформне масе (0.2g). Данас је карат стандардизован и износи управо толико.
Касније у доба старог Рима, златни новчић познат као solidus тежио је 24 семена рогача (око 4.5g). Као резултат, карат је постао и мера за чистоћу злата. Злато од 24 карата је 100% чисто, а 12-каратно садржи 50% бакра итд.

## Опис
Рогач је ниско дрво, изузетно 15 m. Кора дуго глатка. Лист је парно пераст са 3-5 пари лиски, дуг око 16 cm. Лиске кожасте, овалне или објајасте, 3-7 cm дуге 2-3 cm широке, целог обода, тамнозелене. Цветови (септембар до половине октобра) су једнополни, дводоми или хермафродитни, петочлани, апетални у гроздастим цвастима, неупадљиви, ситни. Плод је махуна, љубичастосмеђа, крива, дуга до 20 cm, широка до 4 cm са 10-15 семена, кожасто-месната, јестива, зрела годину дана по цветању. Семе је црвенкастосмеђе, глатко и сјајно дуго 8-12 mm и 3,5-8,5 mm широко, са стране стиснуто, при основи се заоштрава. Ситан хилум је у плитком удубљењу код микропиле. Семе садржи мало ендосперма, ембрион са лопатастим ембрионом. Семе са изразито тврдом семењачом у једном килограму има 5000 зрна. Клијање епигеично. Почиње да рађа од 8 године. Максимални пораст и продуктивност достиже око 100. године, а живи до 200. Са једног хектара може да се сакупи 5-7 тона плодова. Има дубок и јак корен. Рогач успева на топлој медитеранској клими, иако не подноси добро превелику количину воде у подлози.

## Значај
Рогач се вековима употребљавао као важна намирница за људску исхрану, као и за исхрану стоке. Врло добра особина рогача је да су се плодови могли сачувати годинама на стаблу, додуше донекле осушени, али још увек употребљиви. Употребљаван је као уобичајен заслађивач, до појаве вештачких заслађивача. Употребљава се као замена за какао.
- Ceratonia siliqua - Музејски примерак
- Старо стабло рогача са полеглим гранама у Хамамету, Тунис.
- Лист рогача.
- Цвасти рогача.
- Плодови рогача (горе, незрео; доле, зрео).
- Семе рогача.
- Solidus Константина I.